# Blue World Order
Blue World Order (b.W.o.) es un stable de lucha libre profesional famoso por sus apariciones en Extreme Championship Wrestling. Creado en 1996 como una parodia de New World Order, el equipo duró hasta agosto de 1998, apareciendo brevemente en la World Wrestling Entertainment (WWE) durante de 2005.
Recientemente, el equipo hace apariciones en varias empresas independientes, así como una contada en Total Nonstop Action Wrestling.

## Historia

### Extreme Championship Wrestling (1996-1998)

#### 1996
En julio de 1995, los luchadores de la Extreme Championship Wrestling Stevie Richards & The Blue Meanie comenzaron a realizar parodias de varios luchadores de World Wrestling Federation y World Championship Wrestling. Avanzado 1996, Richards y Meanie se unieron a Raven en un stable llamado The Flock, junto con un luchador de empresas independientes llamado Super Nova. Meanie, Nova y Richards se convirtieron en los asistentes de Raven, precediéndole en su llegada al ring y parodiando a famosas bandas de rock o pop, como Jackson 5 y Kiss. Esta última, interpretada con la colaboración de Donn E. Allen, ocurrió en The Doctor Is In, donde consiguió una gran ovación del público después de que The Sandman irrumpiese en el ring y les diese de palos con un shinai. Mientras tanto, Meanie y Richards hicieron una aparición en Steel City Wrestling, ganando los Campeonatos en Parejas, pero poco más tarde los títulos fueron dejados vacantes. 
Entre bastidores, Buh Buh Ray Dudley les felicitó por la imitación de Kiss y les animó a parodiar la New World Order, para lo cual consiguieron el permiso de Paul Heyman y Raven. Preparando su debut para el siguiente evento, November to Remember, el trío optó por los colores azul y blanco, en oposición al negro y blanco de la nWo. Además, Stevie cambió su nombre al de "Big Stevie Cool", parodiando a "Big Daddy Cool" Kevin Nash; Meanie fue rebautizado "Da Blue Guy", en imitación a "Da Bad Guy" Scott Hall; y Nova fue llamado "Hollywood Nova", parodiando a Hollywood Hogan. Durante el evento, el grupo irrumpió en el ring antes del combate entre Stevie y David Tyler, presentándose al público y recibiendo un gran aplauso de este: tras ello, Big Stevie Cool derrotó a Tyler.

#### 1997
Poco más tarde, bWo llegó al ring antes de un combate de D-Von Dudley & Axl Rotten, siendo atacados por ellos; sin embargo, The Gangstas (New Jack & Mustapha Saed) intervinieron y derrotarona a Dudley y Rotten en un eventual combate, celebrando la victoria con la Blue World Order después de ello. En Crossing the Line Again, la bWo volvió a aparecer acompañando a Stevie al ring, antes de que este derrotase a Ricky Morton. Más tarde, en un show conjunto de ECW y WWF celebrado en Raw, la bWo apareció en el estadio y realizó uno de sus promos, derrotando Stevie a Little Guido la misma noche. Después, Blue World Order tuvo una confrontación con The Sandman & Brian Lee, conllevando a un combate entre Lee y Hollywood Nova en el que Nova fue derrotado. Poco más tarde, aparecieron en CyberSlam, donde Big Stevie Cool derrotó a Balls Mahoney. Posteriormente, la bWo consiguió temporalmente dos miembros más, Rob Feinstein y Thomas Rodman, los cuales parodiaban a Syxx y Dennis Rodman, respectivamente. En Barely Legal, Big Stevie Cool fue parte del 3-Way Dance por una oportunidad por el Campeonato de la ECW, pero fue derrotado. Semanas después del evento, Richards dijo haber sufrido una "severa" lesión en el cuello y anunció su retiro, parodiando la lesión de rodilla de Shawn Michaels; en realidad, Richards dejó ECW y fue a WCW. En julio de 1997, Taz prometió destruir la bWo, derrotando en un squash a Hollywood Nova. Tras eso, el equipo fue finalmente cerrado.

#### 1998
Aunque el grupo había quedado oficialmente desmantelado, Super Nova y Meanie continuaron haciendo equipo hasta varios meses después. La imagen del dúo quedó asentada en el gimmick de superhéroe de Super Nova, siendo Blue Meanie su excéntrico secuaz; así mismo, la pareja gustaba de bailar antes y después de sus combates, consiguiendo un gran apoyo de parte del público. Entraron en un feudo con FBI (Little Guido & Tracy Smothers), hasta que finalmente Nova y Meanie les derrotaron en Wrestlepalooza. Más tarde entrarían en otro con Danny Doring & Amish Roadkill, saliendo victoriosos en November to Remember. Además, Meanie y Nova hicieron una aparición en Steel City Wrestling, ganando de nuevo los Campeonatos en Parejas de la SCW. Poco después, Meanie fue contratado por la World Wrestling Federation

### World Wrestling Federation (1999)
El 15 de agosto de 1999, Stevie Richards debutó en la World Wrestling Federation, en Heat, para ayudar a The Blue Meanie en un combate contra Al Snow. Meanie y Richards reformaron su antiguo equipo el 28 de agosto de 1999, en Jakked, derrotando a Scott Zappa & Derek Dukes. Posteriormente, comenzaron a parodiar a otros tag teams en varios segmentos, intentando sin éxito conseguir los Campeonatos por Parejas de la WWF en la edición del 30 de agosto de Raw. Poco después, en la edición de Jakked del 5 de septiembre de 1999, fueron derrotados por The Dudley Boyz. La última aparición de Meanie y Richards juntos fue en el 24 de octubre, en Heat, donde Albert derrotó a Stevie a pesar de las irrupciones de Meanie.

### World Wrestling Entertainment (2005)
La bWo se reunió en 2005 en el evento One Night Stand de la World Wrestling Entertainment, llegando al ring ants del combate entre Dudley Boyz y Tommy Dreamer & The Sandman. Durante su entrada, el comentarista Joey Styles rompió a reír al verles y dijo "¡Si hubo un gimmick que nunca mereció un centavo y que en cambio consiguió un montón de dinero, es éste! ¡Lo mejor era que no podían demanandarnos por esto, ya que era una parodia!" ("If any gimmick never deserved to make a dime and made a boatload of cash, this is it! And the best part is that they (WCW) couldn't sue us, 'cause it's a parody!").
El 7 de julio de 2005 Blue World Order volvió a reunirse, esta vez para confrontar a John "Bradshaw" Layfield después de que golpease duramente a Meanie hasta hacerlo sangrar cuando este le llamó "matón tras bastidores" en One Night Stand. Debido a que JBL llamó "pequeña puta gorda" a Meanie, ambos lucharon en SmackDown!. Durante el mismo, Stevie Richards golpeó a JBL con una silla para que Meanie aplicara su "Meaniesault", pero no logró el pinfall; sin embargo, Batista ejecutó un spinebuster en JBL y arrastró a Meanie encima para hacerle ganar el combate.
Más tarde, el trío retó a The Mexicools a un combate en el evento The Great American Bash. Richards declaró que estaban cansados de ver cómo The Mexicools intervenían en combates, y que ellos iban a tomar el relevo porque ellos lo inventaron. Nova, Meanie y Richards aparecieron en Velocity derrotando al equipo jobber de Nick Berk, Jason Static & Scott Fowler para prepararse antes del evento. En Great American Bash, bWo hizo su entrada en triciclos azules para parodiar la entrada de Mexicools en cortacéspeds John Deere. Sin embargo, bWo perdió el combate cuando Psicosis realizó un diving leg drop en Stevie. Poco más tarde, Richards y Nova volvieron a sus antiguos gimnicks, y Meanie fue liberado de su contrato, poniendo fin a la reunión de la bWo.

### Circuito independiente (2009-presente)
En 2009, bWo volvió a unirse cuando Nova y Meanie aparecieron en One Pro Wrestling, enfrentándose sin éxito a Project Ego (Kris Travis & Martin Kirby) por los Campeonatos por Parejas. Más tarde, Meanie y Nova aparecieron en una reunión de antiguos luchadores de la ECW en Legends Of The Arena, derrotando a The FBI (Little Guido & Sal E. Graziano). Su última aparición juntos fue en International Wrestling Cartel, donde hicieron equipo con Shane Douglas para derrotar a Frank Stalletto, Lord Zoltan & Lou Marconi.
El 8 de agosto de 2010, Nova y Richards aparecieron en el evento de Total Nonstop Action Wrestling Hardcore Justice. Reformando la auténtica bWo por una noche, aunque sin poder usar su logotipo debido a que la WWE conserva los derechos de autor, Richards derrotó a P.J. Polaco. The Blue Meanie no pudo estar presente y tuvo que ser sustituido por Blue Tilly, pero apareció haciendo comentarios en una serie de vídeos recordatorio. En el mismo evento, Nova, Richards y Tilly atacaron a Tommy Dreamer durante su combate con Raven.

## En lucha
- Movimientos finales
  - Blue Light Special[1] (Combinación de wheelbarrow facebuster de Meanie y DDT de Nova)[8]

- Movimientos de firma
  - Irish whip de Nova, Stevie o ambos lanzando a Meanie en un corner body avalanche[8][9][10]
  - Double Irish whip contra las cuerdas seguido de double back elbow derivado en double snapmare y finalizado con double running low-angle dropkick a la cara del oponente[8]
  - Combinación de drop toehold de Stevie y running leg drop bulldog de Meanie[10]
  - Suicide senton de Nova mientras Meanie mantiene separadas las cuerdas[8][9]
  - Frog splash de Nova seguido de Meaniesault (diving moonsault) de Meanie[8]
  - Double spear a un oponente cargando
  - Double clothesline[9]
  - Catching hip toss sky lift slam[8][9]
  - Aided leg drop[8]

## Campeonatos y logros
- Pro Wrestling Xpress
  - PWX Tag Team Championship (1 vez) - Stevie Richards & The Blue Meanie
- Steel City Wrestling
  - SCW Tag Team Championship (2 veces) - Stevie Richards & The Blue Meanie (1) y Super Nova & The Blue Meanie (1)